# 新兴州
新兴州，元朝时设置的州。
至元十三年（1276年）置，治所在休纳县（后废入州，今玉溪市）。辖境相当今云南省玉溪市境。属澂江路。明、清属澂江府，不辖县。1913年，改名新兴县。1914年改名休纳县。 